# Mohamed Benkablia
Mohamed Benkablia est un footballeur international algérien né le 2 février 1993 à Oran. Il évolue au poste d'attaquant à l'IRB El Kerma.

## Biographie
Avec la sélection algérienne, il participe à la Coupe d'Afrique des nations junior 2013 organisée dans son pays natal.

## Statistiques
| Saison                | Club                  | Championnat           | Championnat | Championnat | Coupe(s) nationale(s) | Coupe(s) nationale(s) | Compétition(s) continentale(s) | Compétition(s) continentale(s) | Compétition(s) continentale(s) | Total | Total |
| Saison                | Club                  | Division              | M.          | B.          | M.                    | B.                    | Comp.                          | M.                             | B.                             | M.    | B.    |
| 2013-2014             | ASM Oran              | 2                     | 21          | 4           | 0                     | 0                     | -                              | -                              | -                              | 21    | 4     |
| 2014-2015             | ASM Oran              | 1                     | 25          | 4           | 2                     | 0                     | -                              | -                              | -                              | 27    | 4     |
| 2015-2016             | ASM Oran              | 1                     | 15          | 0           | 2                     | 1                     | -                              | -                              | -                              | 17    | 1     |
| 2016-2017             | JS Kabylie            | 1                     | 12          | 0           | 0                     | 0                     | -                              | -                              | -                              | 12    | 0     |
| 2016-2017             | USM Alger             | 1                     | 10          | 0           | 0                     | 0                     | C1                             | 3                              | 0                              | 13    | 0     |
| 2017-2018             | USM Alger             | 1                     | 3           | 0           | 0                     | 0                     | C1                             | 1                              | 0                              | 4     | 0     |
| 2017-2018             | CR Belouizdad         | 1                     | 8           | 0           | 1                     | 0                     | C3                             | 1                              | 1                              | 10    | 1     |
| Total sur la carrière | Total sur la carrière | Total sur la carrière | 94          | 8           | 5                     | 1                     | -                              | 5                              | 1                              | 104   | 10    |

## Palmarès
- Accession en Ligue 1 en 2014 avec l'ASM Oran.